# LXXV. Armeekorps (Wehrmacht)
Il LXXV. Armeekorps (75° Corpo d'armata) fu un corpo d'armata dell'esercito tedesco attivo durante la seconda guerra mondiale che venne creato nel gennaio 1944 e venne schierato in Italia, dove si arrese nel 1945.

## Storia
Il corpo d'armata fu costituito con il nome di Generalkommando LXXV z.b.V il 15 gennaio 1944, dal Generalkommando Walküre ed il suo comando generale fu trasferito nel Nord Italia. Il 24 gennaio 1944 il comando generale raggiunse la zona a nord di Bologna ed il corpo d'armata fu schierato nell'entroterra della linea del fronte tedesca, principalmente contro le unità partigiane. Il 15 giugno 1944 il comando generale fu ribattezzato Generalkommando LXXV. Armeekorps e metà giugno 1944 aveva occupato la sezione del fronte a est di Pisa, con compiti di protezione costiera. Il 27 giugno gli Alleati presero Sassetta ed entro il 3 luglio i combattimenti si erano spostati fino a Rosignano tutto ciò portò il 18 luglio, la ritirata delle truppe di retroguardia del corpo tra Livorno, Fauglia e Pontedera. Il 18 agosto 1944 il corpo fu trasferito sul confine svizzero a sud-ovest di Cuneo sulla costa mediterranea come parte dell'Armee Ligurien e assunse la difesa del fronte tedesco contro le truppe alleate che avanzavano dal sud della Francia, ma dovette combattere anche contro le unità partigiane nell'entroterra. Nelle settimane successive fu coinvolto in varie battaglie per la difesa dei valichi alpini e delle coste. Dal 24 aprile 1945 il corpo fu colpito dall'ultima offensiva alleata e con la perdita di Torino il fronte del corpo si spaccò; il 29 aprile 1945 i resti del corpo furono fatti prigionieri in Italia in seguito alla resa tedesca.

## Ordine di battaglia
LXXV. Armeekorps 12 agosto 1944
- 42. Jäger-Division
- 4ª Divisione alpina "Monterosa"

LXXV. Armeekorps 31 agosto 1944
- 148. Reserve-Division
- 157. Reserve-Division
- 90. Panzergrenadier-Division

LXXV. Armeekorps 16 settembre 1944
- 157. Gebirgs-Division
- 5. Gebirgs-Division
- 148. Reserve-Division
- 34. Infanterie-Division

LXXV. Armeekorps 28 settembre 1944
- 157. Gebirgs-Division
- 5. Gebirgs-Division

LXXV. Armeekorps 16 settembre 1944
- 157. Gebirgs-Division
- 5. Gebirgs-Division
- 34. Infanterie-Division

LXXV. Armeekorps 26 novembre 1944
- 157. Gebirgs-Division
- 5. Gebirgs-Division
- 34. Infanterie-Division
- 2ª Divisione granatieri "Littorio"

LXXV. Armeekorps 21 gennaio 1945
- 5. Gebirgs-Division
- 34. Infanterie-Division
- 2ª Divisione granatieri "Littorio"

LXXV. Armeekorps 19 febbraio 1945
- 5. Gebirgs-Division
- 34. Infanterie-Division

LXXV. Armeekorps 31 marzo 1945
- 5. Gebirgs-Division
- 34. Infanterie-Division
- 2ª Divisione granatieri "Littorio"

LXXV. Armeekorps 7 aprile 1945
- 5. Gebirgs-Division
- 34. Infanterie-Division
- 2ª Divisione granatieri "Littorio"
- 4ª Divisione alpina "Monterosa"[1]

## Comandanti
- General der Infanterie Anton Dostler (15 gennaio 1944 - 2 luglio 1944)
- General der Gebirgstruppen Hans Schlemmer (2 luglio 1944 - maggio 1945)[1]